# Мітлинецька сільська рада
| Мітлинецька сільська рада — колишній орган місцевого самоврядування у Гайсинському районі Вінницької області з адміністративним центром у с. Мітлинці. Сільській раді підпорядковані населені пункти: - с. Мітлинці - с-ще Карбівське - с. Шура-Мітлинецька |

## Склад ради
Рада складається з 16 депутатів та голови.

## Керівний склад сільської ради
| ПІБ                     | Основні відомості                                                                                                | Дата обрання | Дата звільнення |
| ----------------------- | --- | ------------ | --------------- |
| Золотар Микола Іванович | Сільський голова, 1955 року народження, освіта, безпартійний                                                     | 26.03.2006   | 31.10.2010      |
| Кравчук Андрій Іванович | Сільський голова, 1958 року народження, освіта середня спеціальна, член Всеукраїнського об'єднання «Батьківщина» | 31.10.2010   |                 |

Примітка: таблиця складена за даними джерела

## Історія
На 1 жовтня 1959 Митлинецька, площа 3672 га, населення 2372 чоловік, 3 сільських населених пункта.